# William Karlsson
Lars William Karlsson, född 8 januari 1993 i Märsta i Husby-Ärlinghundra församling, är en svensk professionell ishockeyspelare som spelar för Vegas Golden Knights i NHL.
Han har tidigare spelat för Columbus Blue Jackets.

## Spelarkarriär
Karlsson började som ung spela hockey i Wings HC Arlanda. Därifrån flyttade han 2009 till VIK Västerås HK i HockeyAllsvenskan. I Västerås tog han plats i A-laget säsongen 2010/11. Under sin rookie-säsong gjorde han ett mål på 14 matcher och hade tre assist.
Han blev utnämnd till Årets nykomling i Elitserien 2013 då han spelade för HV71.

### NHL

#### Anaheim Ducks
Han blev draftad 2011 av NHL-laget Anaheim Ducks i den andra rundan som den 53:e spelaren totalt.

#### Columbus Blue Jackets
1 mars 2015 blev han trejdad till Columbus Blue Jackets tillsammans med René Bourque för ett val i 3:e rundan i draften och James Wisniewski.

#### Vegas Golden Knights
21 juni 2017 blev Karlsson vald av Vegas Golden Knights i expansionsdraften.

### Utmärkelser
Säsongen 2017-2018 tilldelades han Guldpucken.

#### Lady Byng
Karlsson vann Lady Byng Memorial Trophy för säsongen 2017–2018, som går till den spelare som under säsongen visat störst sportsligt och gentlemannamässigt uppträdande ihop med stor spelskicklighet. Karlsson hade under säsongen bara sex utvisningar på 82 spelade matcher, minst bland de 40 bästa målgörarna i NHL, men gjorde samtidigt tredje flest mål av alla i serien med sina 43 mål.
Karlsson blev när han vann den första spelare som vinner ett individuellt pris i NHL med ett lag som spelar sin första säsong, sedan Wayne Gretzky vann Lady Byng och Hart Trophy med Edmonton Oilers 1980.

## Landslagskarriär
Internationellt har Karlsson varit med och erövrat silver i U18-VM i ishockey 2011, guld i Junior-VM 2012 då man slog Ryssland i förlängningen med 1-0 och guld i VM 2017 i Tyskland och Frankrike, då Sverige slog Kanada efter straffar.

## Privatliv
Karlsson är en öppen AIK-supporter. Som barn var hans största dröm att spela för AIK Fotboll.

## Meriter
- U18-VM i ishockey 2011 - Silver
- Juniorvärldsmästerskapet i ishockey 2012 - Guld
- Juniorvärldsmästerskapet i ishockey 2013 - Silver
- Flest mål, assist och poäng av juniorspelare i Hockeyallsvenskan 2011/2012
- Vinnare av Guldgallret som  Hockeyallsvenskan bästa junior - 2012
- Årets nykomling i Elitserien - 2013
- Världsmästerskapet 2017 - Guldmedalj
- Lady Byng Memorial Trophy 2018
- Stanley Cup-vinnare 2023

## Klubbar
- Wings HC Arlanda (moderklubb)
- VIK Västerås HK 2009/2010 – 2011/2012
- HV 71 2012/2013 – 2013/2014
- Norfolk Admirals 2013/2014 – 2014/2015
- Anaheim Ducks 2014/2015
- Springfield Falcons 2014/2015
- Columbus Blue Jackets 2014/2015 – 2016/2017
- Vegas Golden Knights 2017/2018 –